# جويل فيتزغيبون
جويل فيتزغيبون هو سياسي أسترالي، ولد في 16 يناير 1962 في Bellingen, New South Wales ‏ في أستراليا. نشط حزبياً في حزب العمال الأسترالي. وقد انتخب وزير الدفاع ‏ (3 ديسمبر 2007 – 4 يونيو 2009) وانتخب عضو مجلس النواب الأسترالي ‏ عن دائرة Division of Hunter ‏ وقد انضم خلال فترته النيابية (2 مارس 1996 – ) للكتلة البرلمانية حزب العمال الأسترالي وانتخب وزير الزراعة والموارد المائية ‏ (2 يوليو 2013 – 18 سبتمبر 2013).

## وصلات خارجية
- الموقع الرسمي